# 普雷特巴赫河

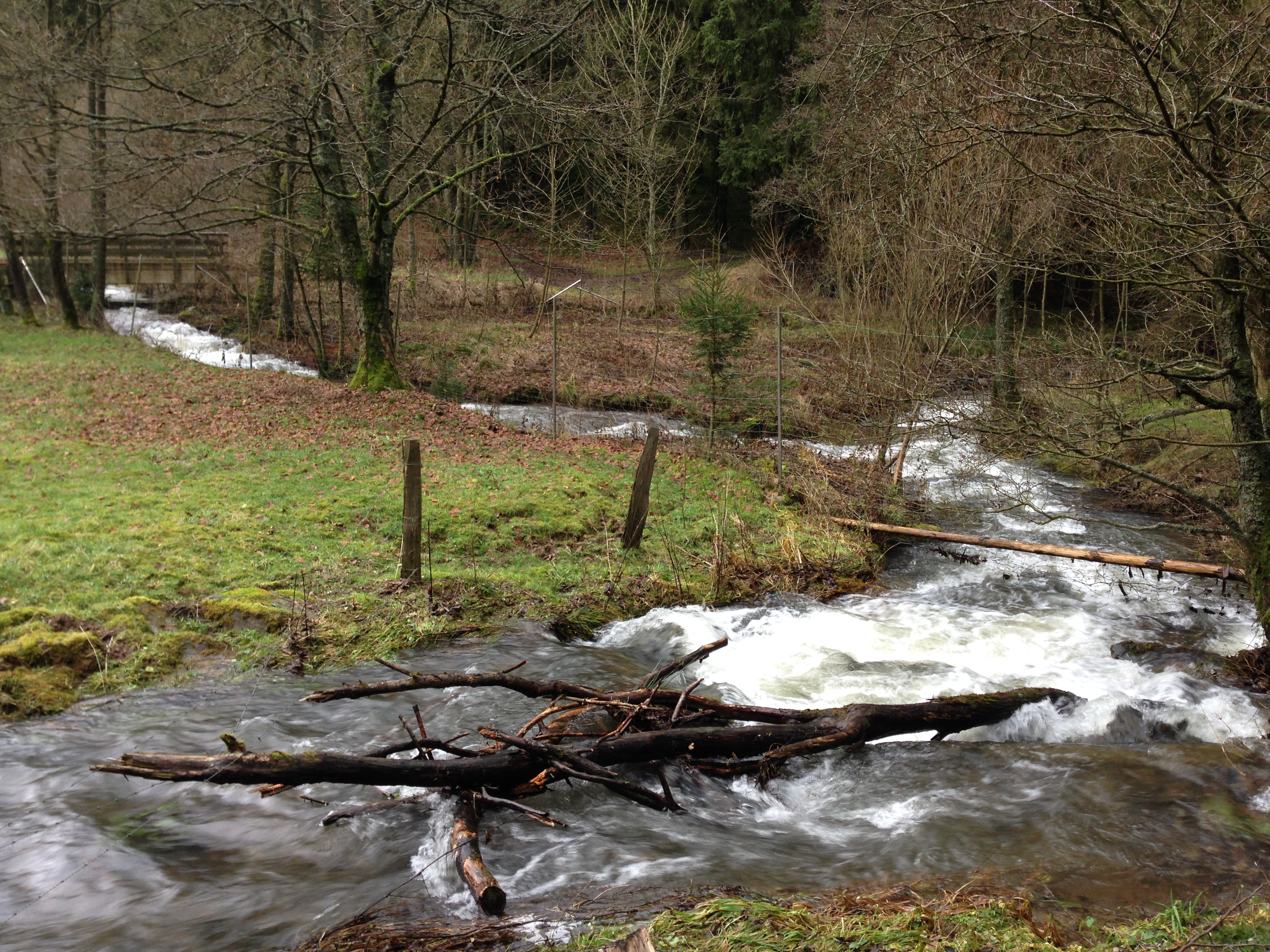

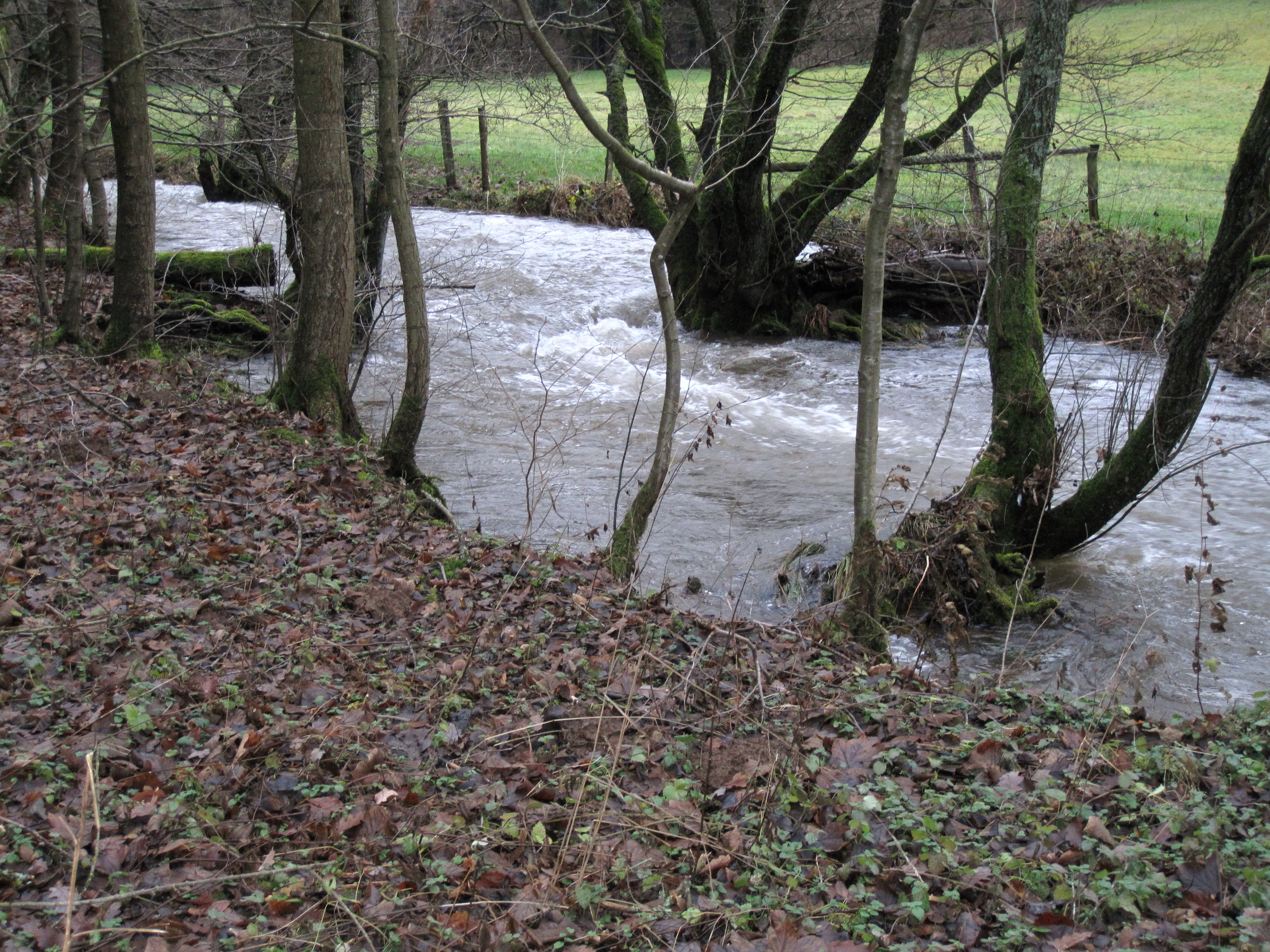

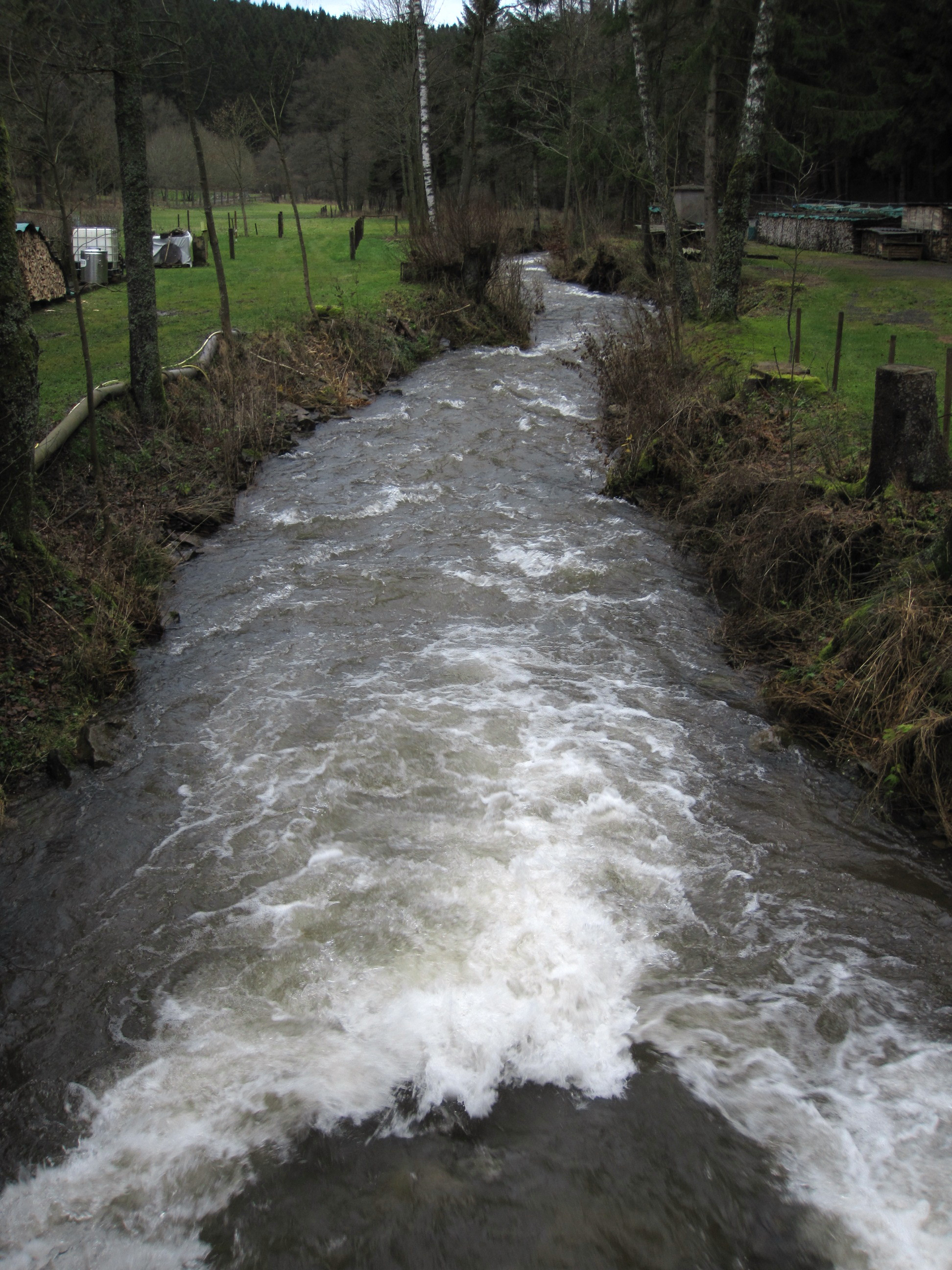

50°28′37″N 6°25′28″E / 50.47690°N 6.42458°E
普雷特巴赫河（德語：Prether Bach），是德國的河流，位於該國西部，處於北萊茵-威斯特法倫州，屬於普拉蒂斯巴赫河的右支流，河道全長10.2公里，流域面積24.9平方公里。